# Antena 3 (Espanha)
A Antena3 é um canal de televisão aberta espanhol operado pela Atresmedia Televisión, de propriedade da Atresmedia Corporación. Suas transmissões regulares começaram no dia 25 de janeiro de 1990, com um programa apresentado pelo jornalista Miguel Ángelo Nieto, que um mês antes havia apresentado o início das transmissões de testes no dia 25 de dezembro de 1989, sendo o primeiro canal privado a transmitir para toda a Espanha.
Seus estúdios centrais estão localizados em San Sebastián de los Reyes, na Comunidade de Madrid.

## História

### Começos (1989-1992)
A Antena 3 já havia iniciado no mercado audiovisual em 4 de maio de 1982 mediante uma cadeia de rádio de nome "Antena 3 Radio" e há alguns anos pressionava para a abertura de um canal de televisão na Espanha.
Sua presença no cenário televisivo começou a nascer quando o Governo da Espanha anunciou um concurso para conceder três licenças de TV privada em 1988, sob o amparo da recém aprovada lei de televisão privada espanhola. Para participar deste concurso, foi criada a sociedade Antena 3 de Televisión (atualmente Atresmedia Televisión).
Após obter uma das três licenças concedidas em 25 de agosto de 1989 (as outras seriam concedidas a Mediaset España Comunicación (anteriormente Gestevisión Telecinco) e Prisa TV (anteriormente Sogecable)), foi criada a Antena 3, que iniciou suas transmissões de testes em 25 de dezembro de 1989, transmitindo por um mês Test Card, filmes, publireportagens sobre as preparações e futuros programas da rede, para então iniciar oficialmente suas transmissões em 25 de fevereiro de 1990, com um programa apresentado pelo jornalista Miguel Ángel Nieto González, seguido de um noticiário apresentado por José María Carrascal, em meio a uma grande expectativa a nível nacional com o nascimento da TV privada.

### 1992-1997
Em Junho de 1992, faz-se uma troca do acionário da emissora, de forma que se faz o Grupo Zeta e converte-se em sócio maioritário da emissora.
No período do Grupo Zeta comandar a Antena 3, o mesmo grupo fez uma reformulação total na emissora, desde o logotipo até à programação, e a audiência começa a subir na emissora.
Em 1995 criava-se a Antena 3 Internacional, que distribuia o sinal da emissora espanhola para a América Latina.

### 1997-2003
Em Junho de 2003, o Grupo Zeta entrega a empresa à companhia de telefonia Telefónica.

### 2003
Em 2003, o acionista principal é o Grupo Planeta.
O canal passa a ter duas versões em TDT: a Antena. Nova e a Antena. Neox.
Também emite em TDT o canal Antena 3.